# Alliancen for Østrigs Fremtid
Alliancen for Østrigs Fremtid (tysk: Bündnis Zukunft Österreich (BZÖ)) er et politisk parti i Østrig der blev grundlagt 4. april 2005, af Jörg Haider, hans søster Ursula Haubner og andre højtstående medlemmer i Østrigs Frihedsparti (FPÖ). Dette resulterede i splittelsen af FPÖ. 
BZÖ vandt 7 sæder i den østrigske nationalråd. 